# Fly Me to the Moon (película de 2024)
Fly Me to the Moon es una película de comedia dramática romántica de época estadounidense de 2024 dirigida por Greg Berlanti a partir de un guion de Rose Gilroy y una historia de Bill Kirstein y Keenan Flynn. La película está protagonizada por Scarlett Johansson, Channing Tatum, Jim Rash, Anna García, Donald Elise Watkins, Noah Robbins, Colin Woodell, Christian Zuber, Nick Dillenburg, Ray Romano y Woody Harrelson. Su trama sigue la relación entre una especialista en marketing y el director de la NASA a cargo del lanzamiento del Apolo 11.
Fly Me to the Moon se estrenó en AMC Lincoln Square en la ciudad de Nueva York el 8 de julio de 2024 y fue estrenada en cines en los Estados Unidos y Canadá por Columbia Pictures a través de Sony Pictures Releasing el 12 de julio de 2024. Se espera que se transmita en Apple TV+ en una fecha posterior.

## Reparto
- Scarlett Johansson como Kelly Jones
- Channing Tatum como Cole Davis
- Jim Rash como Lance Vespertine
- Ray Romano como Henry Smalls
- Woody Harrelson como Moe Berkus
- Anna García como Ruby Martin
- Donald Elise Watkins como Stu Bryce
- Noah Robbins como Don Harper
- Colin Woodell como Buzz Aldrin
- Christian Zuber como Michael Collins
- Nick Dillenburg como Neil Armstrong
- Christian Clemenson como Walter
- Gene Jones como Senador Hopp
- Joe Chrest como Senador Vanning
- Stephanie Kurtzuba como Jolene Vanning
- Colin Jost como Senador Cook
- Peter Jacobson como Chuck Meadows
- Bill Barrett como imitador de Cole
- Greg Kriek como imitador de Henry
- Art Newkirk como General Alexei Leonov
- Ashley Kings como Patricia Collins
- Jonathan Orea Lopez como Espectador de la playa
- Eva Pilar como Secretaria
- Corbin Flanders como hijo de Henry
- Chad Crowe
- Will Jacobs
- Melissa Litow
- Lauren Revard
- Jesse Mueller

## Producción
En marzo de 2022 Apple TV+ anunció que había adquirido los derechos de distribución de la película por 100 millones de dólares. Scarlett Johansson y Chris Evans también fueron anunciados como protagonistas de la película, junto al director Jason Bateman. En mayo, Bateman dijo que era probable que cambiara el título provisional Project Artemis. No obstante, abandonó el proyecto al mes siguiente, citando diferencias creativas, y luego fue reemplazado por Greg Berlanti. La búsqueda de un nuevo director y la disponibilidad de Berlanti cambiaron el programa de producción, lo que obligó a Evans a abandonar. En julio, Channing Tatum entró en negociaciones para reemplazarlo. En septiembre Jim Rash se unió al elenco. Ray Romano, Anna García y Woody Harrelson se sumarían en los siguientes meses. La filmación comenzó el 27 de octubre de 2022 en Atlanta, con una convocatoria de casting emitida en busca de extras para interpretar a empleados de la NASA y agentes del FBI.

## Estreno
Inicialmente, la película estaba programada para estrenarse directamente en Apple TV+, pero fue redirigida a los cines luego de exitosas proyecciones de prueba. Tras su asociación con Napoleón, Apple realizó otro acuerdo con Sony Pictures para distribuir la película en cines en diciembre de 2023, después de que Warner Bros. declinara ofertar por los derechos de distribución en cines y Paramount dijera que ya tenía un calendario de estreno completo. Sony Pictures programó el estreno de la película en cines en los Estados Unidos y Canadá el 12 de julio de 2024.